# Vuelta a España 2017
Vuelta a España 2017, även kallad Spanien runt 2017, var den 72:a upplagan av cykeltävlingen Vuelta a España. Tävlingen startade den 19 augusti i Nîmes i södra Frankrike och avslutades den 10 september i Madrid, efter 21 etapper. Chris Froome slutade som totalsegrare.